# Tempo of the Damned
| Recensione | Giudizio |
| ---------- | -------- |
| AllMusic   |          |

Tempo of the Damned è il sesto album in studio del gruppo musicale statunitense Exodus, pubblicato il 9 marzo 2004.
Segna il ritorno discografico del gruppo thrash metal, a distanza di 12 anni dal precedente lavoro in studio Force of Habit.

## Descrizione
In quest'album vi è la novità dell'arrivo di Jack Gibson al basso, mentre per il resto la line-up della band è quella "classica" dei primi tre album ad eccezione di Steve Souza, subentrato a Paul Baloff nel 1986.

## Tracce
Testi e musiche di Gary Holt, eccetto dove indicato.
1. Scar Spangled Banner - 6:41
2. War Is My Shepherd - 4:27 (Holt, Steve Souza)
3. Blacklist - 6:17
4. Shroud of Urine - 4:52
5. Forward March - 7:39 (Holt, Souza)
6. Culling the Herd - 6:07
7. Sealed with a Fist - 3:36
8. Throwing Down - 5:01 (Holt, John Miller)
9. Impaler - 5:25 (Holt, Kirk Hammett, Tom Hunting, Paul Baloff)
10. Tempo of the Damned - 4:42

Traccia bonus nella versione digipack
1. Dirty Deeds Done Dirt Cheap (cover degli AC/DC) - 3:52 (Bon Scott, Angus Young, Malcolm Young)

Tracce bonus nella versione giapponese
1. Shroud of Urine (Demo) - 4:48
2. Tempo of the Damned (Demo) - 4:21

Tracce bonus nella versione coreana
1. Dirty Deeds Done Dirt Cheap (AC/DC cover) - 3:52 (Scott, A. Young, M. Young)
2. Shroud of Urine (Demo) - 4:48

## Formazione
- Steve "Zetro" Souza - voce
- Gary Holt - chitarra
- Rick Hunolt - chitarra
- Jack Gibson - basso
- Tom Hunting - batteria